# Academia Parabüten
Academia Parabüten fue un grupo musical español activo entre 1985 y 1986 liderado por Javier Benavente.

## Historia
Javier Benavente, quien había sido el cantante de Parálisis Permanente tras la muerte de su hermano Eduardo, conformó en el verano de 1985 un nuevo grupo al que llamó Academia Parabüten. La canción «Muñeca», que sonó mucho en las radios musicales españolas, fue la primera composición de este nuevo grupo. En el sencillo colaboró Jaime Urrutia como guitarrista y Juan Luis Ambite (Pistones) como bajista. Se incluyó en un Mini-LP, de título homónimo, junto a otras cinco canciones pero la repercusión fue menor que la que obtuvo la canción.

"A la muerte de mi hermano Eduardo, tras dos años de estar totalmente perdido, formé junto al mejor amigo suyo, Antonio Morales -guitarrista de Parálisis Permanente en su última formación-, Academia Parabüten. Hicimos una primera canción de homenaje a Eduardo y aquello fue un revulsivo para ambos. DRO confió en nosotros y junto a colaboradores y amigos hicimos nuestro primer mini LP"
Javier Benavente (lafonoteca.net) 

El grupo estaba en proceso de formación, dándose incluso la circunstancia de que en la portada del álbum aparecían seis componentes, mientras que en la contraportada había nueve. El resultado obtenido no gustó ni a la discográfica ni a Javier, por lo que se decidió remodelar la formación y convertirla en un cuarteto, que pasó a llamarse Academia. Uno de los nuevos miembros fue Julián Infante exintegrante del grupo Tequila.
En 1986 publicaron Esas chicas un disco con siete canciones propias y una adaptación del tema «Rebeldía», de David Bowie. Destacaban la guitarra roquera de Julián Infante y algunas baladas como «Esa chica», pero el resultado comercial no fue satisfactorio y el grupo se disolvió.

## Discografía
- Academia Parabüten (Tres Cipreses, 1985)
- Esas chicas (Tres Cipreses, 1986)